# Djent
Djent – podgatunek muzyki metalowej. 
Nazwa wywodzi się z onomatopei naśladującej dźwięk wydawany w czasie gry techniką palm muting na nisko nastrojonej, przesterowanej gitarze elektrycznej. Autorstwo terminu przypisywane jest szwedzkiemu zespołowi muzycznemu Meshuggah. Innymi wykonawcami tworzącymi muzykę z elementami djentu są np. Tosin Abasi z Animals as Leaders i Misha Mansoor z Periphery.